# Unidad de Misiones Especiales

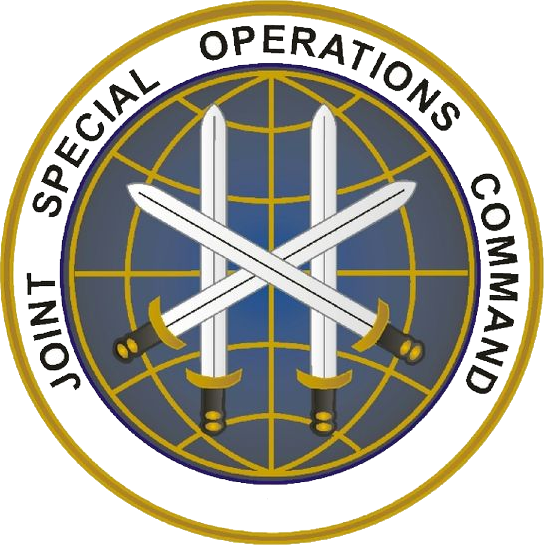
Sello del Comando Conjunto de Operaciones Especiales

En las Fuerzas Armadas de los Estados Unidos, una Unidad de Misiones Especiales (en inglés: Special Mission Unit) es un activo del Mando de Operaciones Especiales de los Estados Unidos de Nivel Uno. Bajo el control del Mando Conjunto de Operaciones Especiales, son unidades especialmente seleccionadas y designadas  que tienen que realizar una "misión especial", como pueden ser operaciones militares no convencionales, actividades de contraterrorismo, de acción directa y operaciones negras.
Cuatro Unidades de Misiones Especiales han sido identificados por los medios de comunicación, aunque no siempre son reconocidas oficialmente por el gobierno o las fuerzas armadas de Estados Unidos:
- 1.º Destacamento-Delta Operacional de Fuerzas Especiales (SFOD-D) o Fuerza Delta del Ejército de los Estados Unidos
- Grupo de Desarrollo de Guerra Especial Naval de los Estados Unidos (DEVGRU) de la Armada de los Estados Unidos
- Actividad de Apoyo de Inteligencia (ISA) del Mando de Seguridad e Inteligencia del Ejército de los Estados Unidos
- 24° Escuadrón de Tácticas Especiales (24th STS) de la Fuerza Aérea de los Estados Unidos
- Compañía de Reconocimiento del Regimiento del 75º Regimiento Ranger.